# Bruno Besson
Bruno Besson (Saint-Germain-en-Laye, 26 september 1979) is een Frans autocoureur.

## Carrière
Besson begon zijn autosportcarrière in het karting in 1990, waarin hij meerdere malen nationaal kampioen werd in verschillende klassen. In 1996 maakte hij de overstap naar het formuleracing, waarbij hij uitkwam in de Franse Formule Renault. In 1997 en 1998 kwam hij opnieuw uit in dit kampioenschap, maar kwam niet verder dan één podiumplaats in beide seizoenen en een negende plaats in de eindstand in 1997. In 1998 nam hij eveneens deel aan de Eurocup Formule Renault, waar hij aanzienlijk meer succes kende. Hij won één race en eindigde het seizoen als kampioen.
In 1999 maakte Besson de overstap naar de Formule 3, waarin hij uitkwam in het Franse Formule 3-kampioenschap. Met twee overwinningen eindigde hij achter Sébastien Bourdais, Jonathan Cochet en Benoît Tréluyer als vierde in de eindstand. In 2000 stapte hij over naar de Formule Palmer Audi, waarin hij één zege behaalde en vierde werd achter Damien Faulkner, Justin Keen en Robbie Kerr. In 2001 keerde hij terug naar de Franse Formule 3, waar hij in twee seizoenen respectievelijk derde en vijfde werd in het eindklassement. In 2003 stapte hij over naar de World Series by Nissan en eindigde met drie podiumplaatsen op een negende positie in het kampioenschap.
In 2004 verliet Besson het formuleracing en stapte hij over naar de GT-racerij, waarbij hij deelnam aan het Franse GT-kampioenschap. Tevens maakte hij dat jaar zijn debuut in de LMP1-klasse van de 24 uur van Le Mans bij het team Noël del Bello Racing naast Sylvain Boulay en Jean-Luc Maury-Laribière, maar haalde de finish niet. In 2005 kwam hij uit in de Franse Porsche Carrera Cup en behaalde drie podiumplaatsen. In 2006 keerde hij terug naar de Franse GT en eindigde op de twintigste plaats in het klassement met één podium.
Na zijn deelname aan de Franse GT had Besson geen vast racezitje meer, maar in 2007 nam hij wel opnieuw deel aan de 24 uur van Le Mans. In de LMP1-klasse reed hij voor het team Courage Compétition naast Alexander Frei en Jonathan Cochet en eindigde als negende in deze klasse. Afgezien van een deelname aan twee races van de Franse GT in 2009, reed Besson daarna niet meer in grote internationale kampioenschappen.